# San José Barbabosa
San José Barbabosa är en ort i Mexiko.   Den ligger i kommunen Zinacantepec och delstaten Mexiko, i den sydöstra delen av landet, 60 km väster om huvudstaden Mexico City. San José Barbabosa ligger 2 749 meter över havet och antalet invånare är 1 009.
Terrängen runt San José Barbabosa är varierad. Runt San José Barbabosa är det mycket tätbefolkat, med 2 103 invånare per kvadratkilometer. Närmaste större samhälle är Toluca, 7,1 km öster om San José Barbabosa. Runt San José Barbabosa är det i huvudsak tätbebyggt.